# ロドリゴ・パラシオ
ロドリゴ・セバスティアン・パラシオ・アルカルデ（Rodrigo Sebastián Palacio Alcalde, 1982年2月5日 - ）は、アルゼンチン・ブエノスアイレス州バイアブランカ出身の元サッカー選手。元アルゼンチン代表。ポジションはフォワード、ミッドフィールダー。

## 経歴

### キャリア初期
地元のベジャ・ビスタでサッカーを始め、2002年に当時4部リーグに所属していた ウラカン・デ・トレス・アロヨスでプロデビュー。翌2003年にCAバンフィエルドへと移籍し、プリメーラ・ディビシオン初出場。2004年初めにはスペインのレアル・ベティスの練習に参加し、移籍に近づいたが、残留を選択した。

### ボカ・ジュニアーズ
2005年にボカ・ジュニアーズに移籍。以降はスタメンとして絶対的なポジションを築き、多くのタイトル獲得に貢献。2006年前期リーグでは得点王に輝く。2007年12月にはクラブワールドカップ出場のため来日。決勝のACミラン戦では一時は同点となるゴールを決めたが、チームは2－4で敗れ準優勝に終わった。2008年後半は恥骨炎に苦しんだが、アルセナルとの対戦となったレコパ・スダメリカーナ決勝では両レグでゴールを挙げ、チームの優勝に貢献した。
ボカ在籍時はたびたびヨーロッパへの移籍が噂され、2006年と2008年にはFCバルセロナが、2009年にはユヴェントスやベンフィカが獲得に乗り出している。

### ジェノア
2009年7月、イタリアのジェノアへ移籍金700万ドルで移籍。2009年11月5日のヨーロッパリーグ・リール戦で移籍後初ゴールを決める。移籍したディエゴ・ミリートの後継者として1年目から定位置を確保すると、在籍3シーズンでリーグ戦90試合に出場し、35ゴールを挙げた。特に3年目はチームが残留争いに巻き込まれる中で19ゴールを決めている。

### インテル
2012年6月7日、インテル・ミラノへ3年契約で移籍。移籍金は推定1100万ユーロ。2012-13シーズンには主砲ディエゴ・ミリートを負傷で欠き、低迷するチームの中で12得点を挙げ信頼を掴んだ。翌2013-14シーズンには開幕戦の古巣ジェノア戦を皮切りに得点を積み重ね、2013年12月22日に行われたACミランとのミラノダービーでは決勝点を記録。最終的に17得点を挙げ、得点ランキングで4位に入った。2015-16シーズン以降はマウロ・イカルディの台頭によりベンチを暖める機会が多くなったが貴重な控え要員としてプレーし、2016-17シーズンをもってインテルを退団。インテルでは5シーズンで公式戦で通算169試合に出場し58得点を記録した。

### ボローニャ
2017年8月17日、ボローニャFCへ加入。2017年9月30日のACFフィオレンティーナ戦でボローニャでのセリエA初ゴールを挙げた。
2021年5月2日のフィオレンティーナ戦では39歳86日でハットトリックを達成し、シルヴィオ・ピオラが1950年に樹立した37歳41日のセリエA最年長ハットトリック記録と、ホアキン・サンチェスが2019年に樹立した38歳140日の欧州5大リーグ最年長ハットトリック記録を更新した。

### ブレシア
2021年8月13日、セリエBのブレシア・カルチョに移籍した。
2022年9月26日、現役を引退し、今後はイタリアのバスケットボールリーグ4部のポリスポルティーヴァ・ガレニャーノでバスケットボール選手としてプレーすることを発表した。

### 代表
アルゼンチン代表デビューは2005年3月9日のメキシコ代表戦。ホセ・ペケルマン監督により2006 FIFAワールドカップのメンバーに選ばれ、グループリーグの3試合に途中出場した。2008年6月15日の南米予選ベネズエラ戦ではホームでの敗戦が迫ったアディショナルタイムに同点ゴールを決め、代表初得点を記録した。

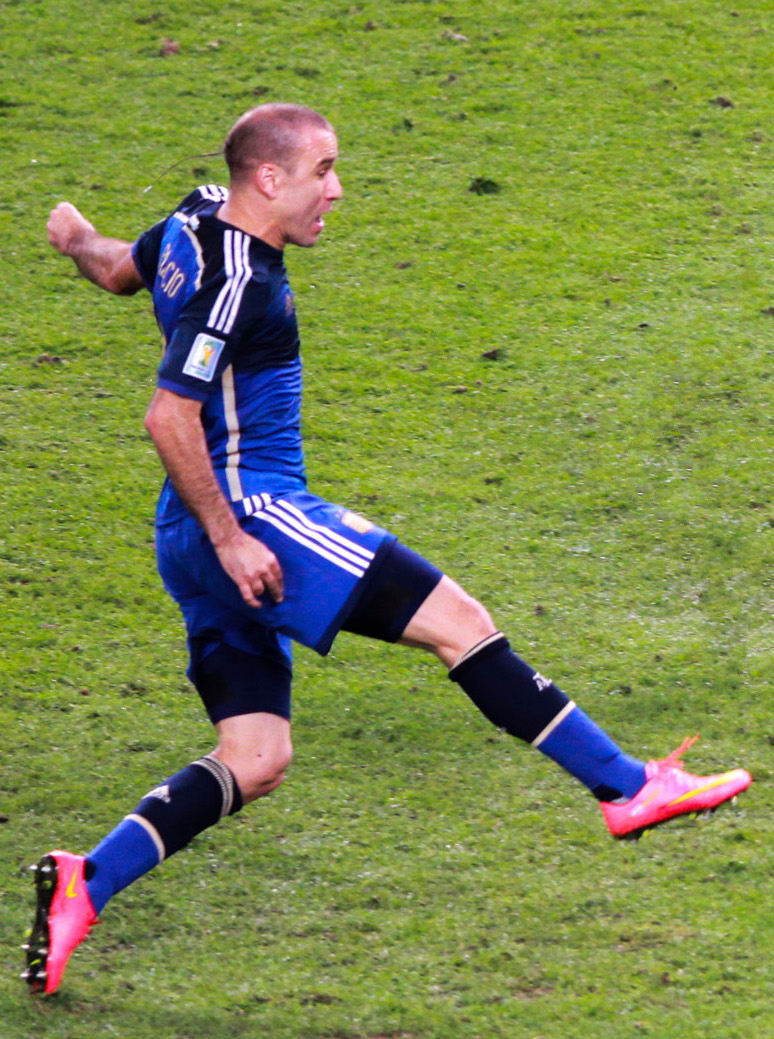
2014 FIFAワールドカップ・決勝でのパラシオ

2014 FIFAワールドカップではスーパーサブとして起用され、決勝のドイツ戦でも途中出場を果たしたものの延長戦の末に敗れた。大会終了後に代表を引退した。

## エピソード
- トレードマークである右後頭部の三つ編みはウラカン・デ・トレス・アロヨス時代に長髪だった頃の名残。あるとき、一部分のみ残して試合に臨んだところゴールが決まるようになったためゲンを担いでそのまま伸ばして続けている。
- ギジェルモ・バロスケロットを崇拝し、シュートセンスは彼から盗んだものだという。
- 父親も元プロサッカー選手であり、ポジションはストライカーであった。
- 2012年12月18日に行われたコッパ・イタリア5回戦のエラス・ヴェローナ戦で負傷したルカ・カステラッツィに代わり残り10分間ゴールキーパーを務め、枠内シュートを弾くなど活躍し、完封勝利に貢献した[15]。

## 代表歴

### 出場大会
- アルゼンチン代表
  - 2006 FIFAワールドカップ
  - 2014 FIFAワールドカップ

### 試合数
- 国際Aマッチ 27試合 3得点（2005年-2014年）[16]

| アルゼンチン代表 | 国際Aマッチ | 国際Aマッチ |
| 年               | 出場        | 得点        |
| ---------------- | ----------- | ----------- |
| 2005             | 2           | 0           |
| 2006             | 1           | 0           |
| 2007             | 3           | 0           |
| 2008             | 2           | 1           |
| 2009             | 0           | 0           |
| 2010             | 0           | 0           |
| 2011             | 1           | 0           |
| 2012             | 1           | 0           |
| 2013             | 10          | 1           |
| 2014             | 7           | 1           |
| 通算             | 27          | 3           |

## タイトル

### クラブ
ボカ・ジュニアーズ
- プリメーラ・ディビシオン : 2005-06A, 2005-06C, 2008-09A
- コパ・リベルタドーレス : 2007
- コパ・スダメリカーナ : 2005
- レコパ・スダメリカーナ : 2005, 2006, 2008

### 個人
- プリメーラ・ディビシオン得点王 : 2006-07A
- 南米年間ベストイレブン : 2005